# Szenik
Szenik – wieś w Armenii, w prowincji Armawir. W 2011 roku liczyła 975 mieszkańców.